# Lijst van beschermd erfgoed in Rebecq
Onderstaande tabel geeft een overzicht van de beschermde erfgoederen in de gemeente Rebecq. Het beschermd erfgoed maakt onderdeel uit van het cultureel erfgoed in België.
| Object | Bouwjaar/architect | Deelgemeente | Adres | Coördinaten                  | Nummer?                | Afbeelding |
| --- | ------------------ | ------------ | ----- | ---------------------------- | ---------------------- | --- |
| Sommige delen van het ziekenhuis, namelijk de schuur, kapel, gevels en daken van het huis van de kapelaan, de oude vleugel en de zeventiende-eeuwse gebouw in de voorkant van de kapel in Rebecq-Rognon |                    |              |       | 50° 39' 46" NB, 4° 7' 59" OL | 25123-CLT-0001-01 Info | Sommige delen van het ziekenhuis, namelijk de schuur, kapel, gevels en daken van het huis van de kapelaan, de oude vleugel en de zeventiende-eeuwse gebouw in de voorkant van de kapel in Rebecq-Rognon |
| Orgels van de kerk Saint-Martin, te Quenast |                    |              |       | 50° 40' 19" NB, 4° 9' 23" OL | 25123-CLT-0003-01 Info | |
| De twee molens van Aremberg in Rebecq-Rognon, hun machines en kleppen en het ensemble gevormd door de twee molens en het omringende land                                                                |                    |              |       | 50° 39' 48" NB, 4° 7' 54" OL | 25123-CLT-0004-01 Info | De twee molens van Aremberg in Rebecq-Rognon, hun machines en kleppen en het ensemble gevormd door de twee molens en het omringende land                                                                |
| De pastorie van Bierghes (inclusief de oven de werkplaats en de muur) en het ensemble van de kerk van Saint Martin, kerkhof, pastorie, de boerderij, en de toegang                                      |                    |              |       | 50° 42' 6" NB, 4° 8' 42" OL  | 25123-CLT-0005-01 Info | |
| Gevels en dak van gebouw aan Grand Place n°2 te Rebecq, inclusief het bordes en troittoir in kleine blokken                                                                                             |                    |              |       | 50° 39' 54" NB, 4° 7' 54" OL | 25123-CLT-0006-01 Info | Gevels en dak van gebouw aan Grand Place n°2 te Rebecq, inclusief het bordes en troittoir in kleine blokken                                                                                             |
| Kasteel Arenberg, de boerderij daarbij en de oude molen, ensemble van de gebouwen en het terrein in de omgeving, een beschermingszone gevormd                                                           |                    |              |       | 50° 41' 11" NB, 4° 7' 46" OL | 25123-CLT-0009-01 Info | |
| De gevels en dak van het gebouw te Grand Place n°3 te Rebecq en het bordes en de stoep in kleine blokken                                                                                                |                    |              |       | 50° 39' 54" NB, 4° 7' 54" OL | 25123-CLT-0010-01 Info | De gevels en dak van het gebouw te Grand Place n°3 te Rebecq en het bordes en de stoep in kleine blokken                                                                                                |